# الرکوبه
الرکوبه (به عربی: الرکوبة) یک منطقهٔ مسکونی در عربستان سعودی است که در استان جازان واقع شده‌است.